# Круазий (кантон)

Кантон Круазий в составе округа

Круазий (фр. Croisilles) — упраздненный кантон во Франции, регион Нор-Па-де-Кале, департамент Па-де-Кале. Входил в состав округа Аррас.  В ходе кантональной реформы 2014 года кантон был упразднён, а его коммуны вошли в состав кантона Бапом.

## Коммуны
До декрета 2014 года в состав кантона входили коммуны (население по данным Национального института статистики за 2008 г.):
- Аблензевель (193 чел.)
- Амеленкур (261 чел.)
- Буале-о-Мон (496 чел.)
- Буале-Сен-Марк (200 чел.)
- Буари-Бекерель (408 чел.)
- Буаэль (232 чел.)
- Бюкуа (1 462 чел.)
- Бюллекур (242 чел.)
- Ванкур (644 чел.)
- Во-Врокур (1 070 чел.)
- Гемапп (356 чел.)
- Гомьекур (159 чел.)
- Души-ле-Эйетт (325 чел.)
- Круазий (1 333 чел.)
- Курсель-ле-Конт (454 чел.)
- Мори (340 чел.)
- Муаэннвиль (285 чел.)
- Норей (132 чел.)
- Сен-Леже (401 чел.)
- Сен-Мартен-сюр-Кожель (206 чел.)
- Фонтен-ле-Круазий (283 чел.)
- Шеризи (265 чел.)
- Эйетт (318 чел.)
- Эку-Сен-Мен (486 чел.)
- Энен-сюр-Кожель (452 чел.)
- Энинель (208 чел.)
- Эрвилле (392 чел.)

## Экономика
Структура занятости населения:
- сельское хозяйство — 16,4 %
- промышленность — 10,4 %
- строительство — 5,9 %
- торговля, транспорт и сфера услуг — 36,9 %
- государственные и муниципальные службы — 30,3 %

## Политика
На президентских выборах 2012 г. жители кантона отдали Николя Саркози в 1-м туре 25,9 % голосов против 25,7 % у Франсуа Олланда и 25,5 % у Марин Ле Пен, во 2-м туре в кантоне победил Саркози, получивший 50,7 % голосов (2007 г. 1 тур: Саркози — 28,2 %, Сеголен Руаяль — 22,9 %; 2 тур: Саркози — 53,4 %). На выборах в Национальное собрание в 2012 г. по 1-му избирательному округу департамента Па-де-Кале они поддержали кандидата левых сил, члена Социалистической партии Жана-Жака Коттеля, набравшего 39,1 % в 1-м туре и 56,3 % во 2 туре. (2007 г. 1 тур: Филипп Рапено (СНД) — 37,8 %, 2 тур: Жаклин Маке (СП) — 50,7 %). На региональных выборах 2010 года в 1-м туре победил список социалистов, собравший 31,3 % голосов против 19,4 % у Национального фронта и 19,0 % у списка «правых». Во 2-м туре единый «левый список» с участием социалистов, коммунистов и «зелёных» во главе с Президентом регионального совета Нор-Па-де-Кале Даниэлем Першероном получил 47,3 % голосов, «правый» список во главе с сенатором Валери Летар с 28,9 % занял второе место, а Национальный фронт Марин Ле Пен с 23,8 % финишировал третьим.
|  | Кандидат      | Партия                   | % голосов |
|  | ------------- | ------------------------ | --------- |
|  | Бруно Дюверже | Демократическое движение | 54,54     |
|  | Жерар Дюэ     | Социалистическая партия  | 45,46     |